# Rika Dialina
Rika Dialina (griechisch Ρίκα Διαλυνά Ríka Dialyná auch Rika Diallina; * 8. August 1931 in Iraklio, Kreta) ist eine griechische Schauspielerin.

## Leben
Rika Dialina war Schönheitskönigin ihrer Geburtsstadt Iraklio und gab ihr Filmdebüt 1954 in To pontikaki. Größere Bekanntheit erreichte sie 1963, als sie die ‚Maria‘ in der Episode Der Wurdalak in dem französisch-italienischen Horrorfilm Die drei Gesichter der Furcht von Mario Bava spielte. In dem ebenfalls 1963 aufgeführten italienischen Episodenfilm I mostri von Dino Risi spielte sie in der Episode Il sacrificato (Der Opferbereite) die Rolle der ‚Giuliana‘. Dem deutschen Publikum wurde sie insbesondere durch die Rolle der ‚Judy‘ in dem Kriminalfilm Die Todesstrahlen des Dr. Mabuse aus dem Jahr 1964 bekannt, in dem sie unter der Regie von Hugo Fregonese neben Peter van Eyck, O. E. Hasse und Yvonne Furneaux eine der Hauptrollen spielte. 1965 hatte sie eine nicht kreditierte Nebenrolle in Julia und die Geister von Federico Fellini, in der sie unter ihrem richtigen Namen mit „Ciao Rika“ angesprochen wurde.
In den folgenden Jahrzehnten war Rika Dialina dann wieder als Schauspielerin in ihrer griechischen Heimat tätig und spielte bis 2005 in rund 60 weiteren Film- und Fernsehproduktionen wie 1987 die Rolle der ‚Irma Kontalexi‘ in der Fernsehserie O thanatos tou Timotheou Konsta.

## Filmografie (Auswahl)
- 1954: To pontikaki
- 1963: Die drei Gesichter der Furcht (I tre volti della paura)
- 1963: I mostri
- 1963: Das Mädchen La Pupa (La Pupa)
- 1964: Die Todesstrahlen des Dr. Mabuse
- 1965: Julia und die Geister (Giulietta degli spiriti)
- 1982: Summer Lovers
- 1987: O thanatos tou Timotheou Konsta (Fernsehserie)